# Dilemma
För TV-programmet, se Dilemma (TV-program)
Dilemma, från grekiska δίλημμα, dílēmma - ”tvåledad försats”, bildat av δι- (di-) + λῆμμα (lêmma, "försats, antagande") är en besvärlig situation där man tvingas göra ett val mellan två eller flera alternativ som vart och ett frambringar olika oangenäma följder. I mer vardagligt språk (dock sedan 1600-tal på engelska och 1700-tal på svenska) används "dilemma" även som en besvärlig situation i allmänhet.
I traditionell retorik användes denna form av slutledning ofta för att komma fram till en slutsats som var ogynnsam för opponenten.

## Logiska dilemma
Inom logiken syftar dilemman på den första premissen i form av en disjunktion. Det är en form av härledningsregel i den klassiska logiken med följande form:
{\displaystyle {\begin{array}{cc}A\lor B&\mathrm {premiss} \\A\rightarrow C&\mathrm {premiss} \\B\rightarrow C&\mathrm {premiss} \\\hline C&\mathrm {slutsats} \end{array}}}
Uttryckt med ord: "A eller B, om A så C och om B så C, alltså C".
Ett positivt eller konstruktivt dilemma har formen:
Om A så B
Om C så B
Antingen A eller C
Därför B
Ett negativt eller destruktivt dilemma har formen:
Om A så B
Om A så C
Antingen icke-B eller icke-C
Därför icke-A